# Ashley Newbrough
 (février 2017).
Si vous disposez d'ouvrages ou d'articles de référence ou si vous connaissez des sites web de qualité traitant du thème abordé ici, merci de compléter l'article en donnant les références utiles à sa vérifiabilité et en les liant à la section « Notes et références ».
Ashley Elizabeth Ann Newbrough, née le 13 octobre 1987 à Newport, est une actrice américaine.

## Biographie et carrière
Ashley Newbrough est née d'une mère canadienne et d'un père qui a été le capitaine des USMC. Elle est diplômée du lycée St. Benedict's C.S.S. de Cambridge en Ontario au Canada. Elle a commencé sa carrière à l'âge de 10 ans en apparaissant dans diverses publicités à travers le monde. Elle a eu son premier rôle à la télévision dans la série Mystère Zack. Elle a, ensuite, eu un rôle dans le téléfilm Opération Walker aux côtés de Lindsay Lohan et Brenda Song. En 2004, elle a eu son premier rôle principal dans le téléfilm The Coven. Elle a ensuite joué dans deux épisodes de la série canadienne Degrassi : La Nouvelle Génération. En 2007, elle a joué dans le film KAW. Elle a également joué dans le téléfilm L'Homme parfait aux côtés de Hilary Duff et Heather Locklear mais la scène dans laquelle elle joue a été coupée du film. En 2008, elle a eu un rôle récurrent dans la série Privileged où elle incarnait Jade Baker, la sœur jumelle de Rose Baker, interprétée par Lucy Hale.

## Vie privée
Ashley Newbrough est en couple, depuis 2017, avec l'acteur Matt Shively.

## Filmographie
- 2000 : Mystère Zack : Alice (1 épisode)
- 2002 : Opération Walker : Une étudiante
- 2003-2005 : Radio Free Roscoe : Audrey Quinlan (8 épisodes)
- 2004 : The Coven : Alex
- 2004 : Missing : Cara Cooper
- 2005 : L'Homme parfait : Marjorie
- 2005-2006 : Degrassi : La Nouvelle Génération : Melinda (2 épisodes)
- 2007 : KAW : Doris
- 2007 : The Best Years : Sloane McCarthy
- 2008 : Privileged : Sage Baker
- 2015 : Ton mari m'appartient : Nicole
- 2015 : Love Under the Stars : Becca
- 2017 : Le fiancé de glace : Sarah
- 2018 : Un Noël à Springdale : Nell Phillips
- 2019 : L'amour sonne à Noël : Corey
- 2019 : Le bel inconnu de Noël : Amalie Hess
- 2021 : Notre promesse de Noël : Sarah
- 2021 : L’amour gagne toujours : Catherine